# Musoniellinae
Musoniellinae – podrodzina modliszek z podrzędu Eumantodea i rodziny Thespidae. Obejmuje 16 opisanych gatunków. Zamieszkują Amerykę Południową.

## Morfologia
Modliszki o niewielkich rozmiarach, osiągające od 18 do 34 mm długości ciała. Pokrój mają bardziej zwarty lub stosunkowo wydłużony, jednak nigdy nie jest on patykowato wysmuklony. W ubarwieniu najczęściej dominuje brąz w odcieniu jasnym do ciemnego, rzadziej zieleń. Samiec ma skrzydła w pozycji spoczynkowej sięgające daleko poza wierzchołek płytki subgenitalnej odwłoka. Samice są zupełnie bezskrzydłe. Chwytne odnóże przedniej pary ma na goleni pięć, a wyjątkowo sześć kolców tylno-brzusznych, zazwyczaj ku wierzchołkowi członu coraz większych. Żaden z kolców przednio-brzusznych przedniej goleni nie jest dogrzbietowo odsunięty od szeregu. Genitalia samca mają całkowicie zesklerotyzowane fallomery. Fallomer brzuszny nie ma sterczącego doogonowo wyrostka na prawym brzegu ani silnie zesklerotyzowanego wyrostka w odsiebno-prawym kącie. Na apofizie falloidalnej nie występują podłużne rowki. Lewy fallomer ma blaszkę grzbietową zaopatrzoną w rozwidlony płat, wyraźnie wyodrębnioną, niezrośniętą z fallomerem brzusznym.

## Ekologia i występowanie
Przedstawiciele podrodziny zamieszkują krainę neotropikalną, ograniczonymi będąc do Ameryki Południowej. Zasiedlają formacje o wykształconej zmienności pór roku. W większości występują na południe od Amazonii, ale Leptomiopterygini bytują na wschód i północny wschód od niej.

## Taksonomia i ewolucja
Takson ten wprowadzony został w 2016 roku przez Julia Rivierę i Gavina J. Svensona na łamach „Systematic Entomology” jako plemię Musoniellini w obrębie podrodziny Thespinae i rodziny Thespidae. Autorzy wyróżnili go na podstawie wyników molekularnej analizy filogenetycznej. W uprzednio stosowanym systemie Reinharda Ehrmanna i Rogera Roya z 2002 roku zaliczone doń rodzaje umieszczane były plemieniu Pseudomiopterigini w obrębie Pseudomiopteriginae, monotypowej wówczas podrodziny z rodziny Thespidae. W uwzględniającym także dane morfologiczne systemie Chirstiana J. Schwarza i Roya z 2019 roku omawiany takson wyniesiono do rangi osobnej podrodziny w Thespidae i podzielono go na dwa plemiona.
Do podrodziny zalicza się 16 opisanych gatunków, sklasyfikowanych w czterech rodzajach i dwóch plemionach:
- Leptomiopterygini Schwarz et Roy, 2019
  - Leptomiopteryx Chopard, 1911
- Musoniellini Rivera et Svenson, 2016
  - Eumusonia Giglio-Tos, 1916
  - Musoniella Giglio-Tos, 1916
  - Pizaia Terra, 1982

Według wyników analiz Riviery i Svensona z 2016 roku Musoniellini (odpowiadające Musenellinae w systemie Schwarza i Roya) zajmują pozycję siostrzaną dla Thespini (odpowiadającym Thespinae w systemie Schwarza i Roya), tworząc z nimi klad siostrzany dla Miobantiinae. Wyniki badań morfologicznych Schwarza i Roya z 2019 roku potwierdzają te siostrzaną relację Musenellinae i Thespinae wskazując jako ich wspólną cechę rozwidlony płat na blaszce grzbietowej lewego fallomeru.